# Anthophora rhodesiae
Anthophora rhodesiae là một loài Hymenoptera trong họ Apidae. Loài này được Meade-Waldo mô tả khoa học năm 1914.
Loài này phân bố ở Zimbabwe.